# Real Madrid Club de Fútbol (féminines)
Pour les articles homonymes, voir Real Madrid.
Cet article concerne la section football féminin du Real Madrid. Pour la section masculine, voir Real Madrid Club de Fútbol. Pour le club omnisports, voir Real Madrid (club omnisports).
Maillots
Actualités
La section féminine du Real Madrid est un club de football féminin espagnol basé à Madrid et créé en 2014. Fondé sous le nom de Club Deportivo TACÓN, le club est devenu le 1er juillet 2020 la section football féminin du Real Madrid. L'équipe joue en Liga F, depuis 2019.

## Histoire

### Repères historiques
- 2014 : fondation du club sous le nom du CD TACÓN
- 2020 : absorption par le Real Madrid, rebaptisé Real Madrid CF

### Club Deportivo TACÓN (2014-2020)
Le TACÓN est fondé le 12 septembre 2014 dans le but de devenir une équipe de football féminine entièrement professionnelle. Son nom (qui se traduit par talon) est aussi un acronyme : Trabajo (travail) Atrevimiento (bravoure) Conocimiento (connaissance/sagesse) Organización (organisation/club) Notoriedad (visibilité/renommée).
Lors de sa première saison, en 2015-2016, le club n'a inscrit qu'une équipe de moins de 14 ans. Le 24 juin 2016, le Tacón annonce sa fusion avec le CD Canillas pour l'intégration de leurs équipes féminines seniors et de moins de 19 ans.
Après seulement trois saisons en Segunda División, le 19 mai 2019, le Tacón obtient sa première promotion en Primera División.
Le 25 juin 2019, le conseil d'administration du Real Madrid propose à ses socios d'absorber le TACÓN pour en faire sa section football féminin, ce qu'une Assemblée générale extraordinaire du Real approuve le 15 septembre 2019. Le TACÓN dispute ses matches à la Ciudad Real Madrid dès la saison 2019-20, la fusion elle-même prenant effet au 1er juillet 2020.

### Real Madrid (depuis 2020)

#### Les débuts du football féminin au Real Madrid
Le 4 octobre 2020 a lieu le premier Clásico féminin de l'histoire face au FC Barcelone lors de la première journée du championnat d'Espagne (victoire 4 à 0 du FC Barcelone).
Le 6 juin 2021, une victoire 3-2 face à la Real Sociedad assure aux Madrilènes leur première participation à la Ligue des Champions en 2021-2022.
Le 29 novembre 2021, après un début de saison mitigé, l'entraîneur David Aznar est remplacé par Alberto Toril.

## Palmarès
- Championnat d'Espagne
  - Vice-champion : 2021, 2023, 2024 et 2025.
- Coupe d'Espagne
  - Finaliste : 2023.

## Personnalités du club

### Historique des entraîneurs
| Rang | Nom           | Période   |
| ---- | ------------- | --------- |
| 1    | Marta Tejedor | 2016-2018 |
| 2    | David Aznar   | 2018-2021 |
| 3    | Alberto Toril | 2021-2025 |
| 4    | Pau Quesada   | 2025-     |

### Effectif professionnel actuel
Au 5 août 2025.

## Image et identité

### Logos

CD TACÓN2014-2020
Real MadridDepuis 2020